# Préaux, Seine-Maritime
Préaux är en kommun i departementet Seine-Maritime i regionen Normandie i norra Frankrike. Kommunen ligger i kantonen Darnétal som tillhör arrondissementet Rouen. År 2022 hade Préaux 1 856 invånare.

## Befolkningsutveckling
Antalet invånare i kommunen Préaux
| Referens: INSEE |